# Polish Political Science Yearbook
Polish Political Science Yearbook – recenzowane czasopismo naukowe publikujące oryginalne prace z zakresu politologii, stosunków międzynarodowych, polityki publicznej i nauk o bezpieczeństwie. Istnieje od 1967 roku, do 1981 roku jako "Polish Round Table". Obecnie ukazuje się jako wspólna inicjatywa Fundacji Wspierania Współpracy Międzynarodowej im. Profesora Czesława Mojsiewicza, Polskiego Towarzystwa Nauk Politycznych i Wydawnictwa Adam Marszałek. Periodyk ukazuje się w otwartym dostępie jako półrocznik.

## Redakcja czasopisma
Czasopismo posiada dziesięć sekcji tematycznych: komunikacja polityczna, polityka polska i środkowoeuropejska, polityka porównawcza, polityka publiczna i rządzenie, prawo konstytucyjne, stosunki międzynarodowe, studia nad bezpieczeństwem, studia nad rozwojem, systemy polityczne i wyborcze oraz teoria polityki. 
Od 1 stycznia 2017 roku redaktor naczelną "Polish Political Science Yearbook" została dr hab. Joanna Marszałek-Kawa, prof. UMK z Uniwersytetu Mikołaja Kopernika w Toruniu, która zastąpiła prof. dr hab. Teresę Sasińską-Klas z Uniwersytetu Jagiellońskiego. Jej zastępcą jest dziekan Wydziału Politologii i Studiów Międzynarodowych UMK dr hab. Zbigniew Karpus, prof. UMK, zaś bieżącymi pracami kieruje redaktor zarządzający pisma – Patryk Wawrzyński z Interdyscyplinarnego Centrum Nowoczesnych Technologii toruńskiej uczelni. W skład zespołu periodyku wchodzą cenieni polscy naukowcy, m.in. Robert Alberski (Uniwersytet Wrocławski), Marek Chmaj (SWPS Uniwersytet Humanistycznospołeczny), Iwona Hofman (Uniwersytet Marii Curie-Skłodowskiej w Lublinie), Agnieszka Kasińska-Metryka (Uniwersytet Jana Kochanowskiego w Kielcach), Teresa Łoś-Nowak (Uniwersytet Wrocławski), Jarosław Nocoń (Uniwersytet Gdański), Alicja Stępień-Kuczyńska (Uniwersytet Łódzki), Stanisław Sulowski (Uniwersytet Warszawski), Maciej Walkowski (Uniwersytet im. Adama Mickiewicza w Poznaniu) i Przemysław Żukiewicz (Uniwersytet Wrocławski).
Nad jakością naukową tytułu czuwa międzynarodowa rada naukowa, którą współtworzą cenieni polscy politolodzy – prezes Polskiego Towarzystwa Nauk Politycznych Arkadiusz Żukowski jako przewodniczący, Krzysztof Pałecki jako honorowy przewodniczący oraz Andrzej Antoszewski, Tadeusz Bodio i Tadeusz Wallas - oraz badacze zagraniczni, m.in. Judith Butler, Jon Elster, Stig Hjarvard, Richard Ned Lebow, Rein Taagepera, İlter Turan czy Alexander Wöll.

## Renoma czasopisma i indeksowanie
"Polish Political Science Yearbook" jest jednym z najwyżej ocenianych polskich czasopism politologicznych. W wykazie czasopism punktowanych przez Ministerstwo Nauki i Szkolnictwa Wyższego tytuł uzyskał 13 punktów, w ocenie Index Copernicus za 2016 rok otrzymał 89,01 punktów, zaś w ewaluacji MIAR: Information Matrix for the Analysis of Journals 2017 – 6,5 punktów.
Czasopismo indeksowane jest przez: American Bibliography of Slavic and East European Studies Online, BazHum, Central and Eastern European Online Library, Central European Journal of Social Sciences and Humanities, Columbia International Affairs Online, Cosmos Impact Factor, Directory of Open Access Journals, Electronic Journals Library, ERIH Plus, Gale PowerSearch, Google Scholar, HeinOnline, IBR Online, IBZ Online, ICI Journals Master List, International Political Science Abstracts, Open Academic Journals Index, POL–Index oraz The Lancaster Index.